# Chúa Hài Đồng kính yêu (Bosch)
Chúa Hài Đồng kính yêu là một bức tranh từng được cho là của Hieronymus Bosch, mô tả Maria và Chúa Hài Đồng. Hiện đang được trưng bày tại Bảo tàng Wallraf-Richartz, Köln.